# Tình yêu của tôi, nỗi buồn của tôi
Tình yêu của tôi, nỗi buồn của tôi (tiếng Nga: Любовь моя, печаль моя, tiếng Thổ Nhĩ Kỳ: Bir Aşk Masalı) là phim điện ảnh về đề tài thần thoại, của Liên Xô và Thổ Nhĩ Kỳ hợp tác sản xuất năm 1978, do Azhdar Ibragimov đạo diễn. Phim từng chiếu trên sóng VTV thập niên 1980.

## Nội dung
Vua Mehmene Banu hy sinh diện mạo mình để cứu ngự muội Shirin bị trọng bệnh. Shirin gặp Ferhad, hai người yêu nhau nhưng bị Mehmene Banu ngăn trở chia cách.

## Diễn viên
- Türkan Soray... Mehmene Banu
- Alla Sigalova... Shirin
- Faruk Peker... Ferhad
- Yilmaz Duru... Wazir
- Armen Borisovich Dzhigarkhanyan... Kẻ lạ mặt
- Vladimir Samojlov... Thầy thuốc
- Anatoli Papanov... Thầy chiêm tinh
- Vsevolod Sanayev... Cha của Ferhad
- Adil Iskenderov... Viên cai
- Irina Miroshnichenko... Servinaz
- Archil Gomiashvili... Ashraf